# SMAF
SMAF (Synthetic music Mobile Application Format) は、ヤマハが開発し、au（KDDI／沖縄セルラー電話連合）やソフトバンクモバイル、イー・モバイルのヤマハ製のMAシリーズの音源チップが搭載された携帯電話などで使われる音声ファイルフォーマット。拡張子はmmf。
SMFのような演奏情報や、PCM、ADPCMといった波形データを含むことができる。また拡張仕様として、文字や画像の情報を含めることができ、様々なマルチメディアコンテンツを定義することもできる。

## 用途
- 着信メロディ - 途中から音声も加えることもできる。
- 音声 - 音楽なども入れられる。
- 携帯電話用のカラオケデータ。
- テキスト

## 歴史
- 1999年 - MA-1 最大4音、FM音源。
- 2000年 - MA-2 最大16音、ADPCM。
- 2001年 - MA-3 最大40音、WaveTable音源。
- 2003年 - MA-5 最大64音、AL(Analog Lite)音源、HV(Humanoid Voice)。
- 2005年夏 - MA-7 最大128音、3Dポジショニングプロセッサ、エフェクトDSP。

## 対応アプリケーション
- 携帯動画変換君 - 音声データのみAACフォーマットに変換できる。
- PSMplayer - MIDI、WAVEサウンドをSMAFファイルに変換できる。
- MidRadio Player - MP3 WAV MIDIなどのファイルも再生できる。
- Wave Sound Decorator - WAV,AIFFファイルをSMAFファイルに変換できる。
- FFmpeg - ADPCMストリームのみを持つ(SMFのようなシーケンス情報をもたない)タイプのMA-2形式のSMAFファイルを入力とすることができる。MA-3以降のSMAFファイルでは仕様が変更されているため非対応。また、SMAFファイルを出力することも可能だが、ファイル末尾のCRCチェックサムが出力されないなど不完全な実装となっており、携帯電話などで再生することのできないファイルが生成される。